# Tetragnatha tonkina
Tetragnatha tonkina là một loài nhện trong họ Tetragnathidae.
Loài này thuộc chi Tetragnatha. Tetragnatha tonkina được Eugène Simon miêu tả năm 1909.